# Pozaldez
Pozaldez település Spanyolországban, Valladolid tartományban. Pozaldez Medina del Campo, Ventosa de la Cuesta, Matapozuelos, Olmedo és Pozal de Gallinas községekkel határos. Lakosainak száma 500 fő (2024).

## Népesség
A település népessége az utóbbi években az alábbiak szerint változott:
| Lakosok száma | 514  | 497  | 546  | 556  | 574  | 514  | 492  | 482  | 498  | 500  |
|               | 2001 | 2004 | 2007 | 2009 | 2012 | 2014 | 2017 | 2019 | 2022 | 2024 |